# 15. század
A 15. század az 1401–1500 közötti éveket foglalja magába.

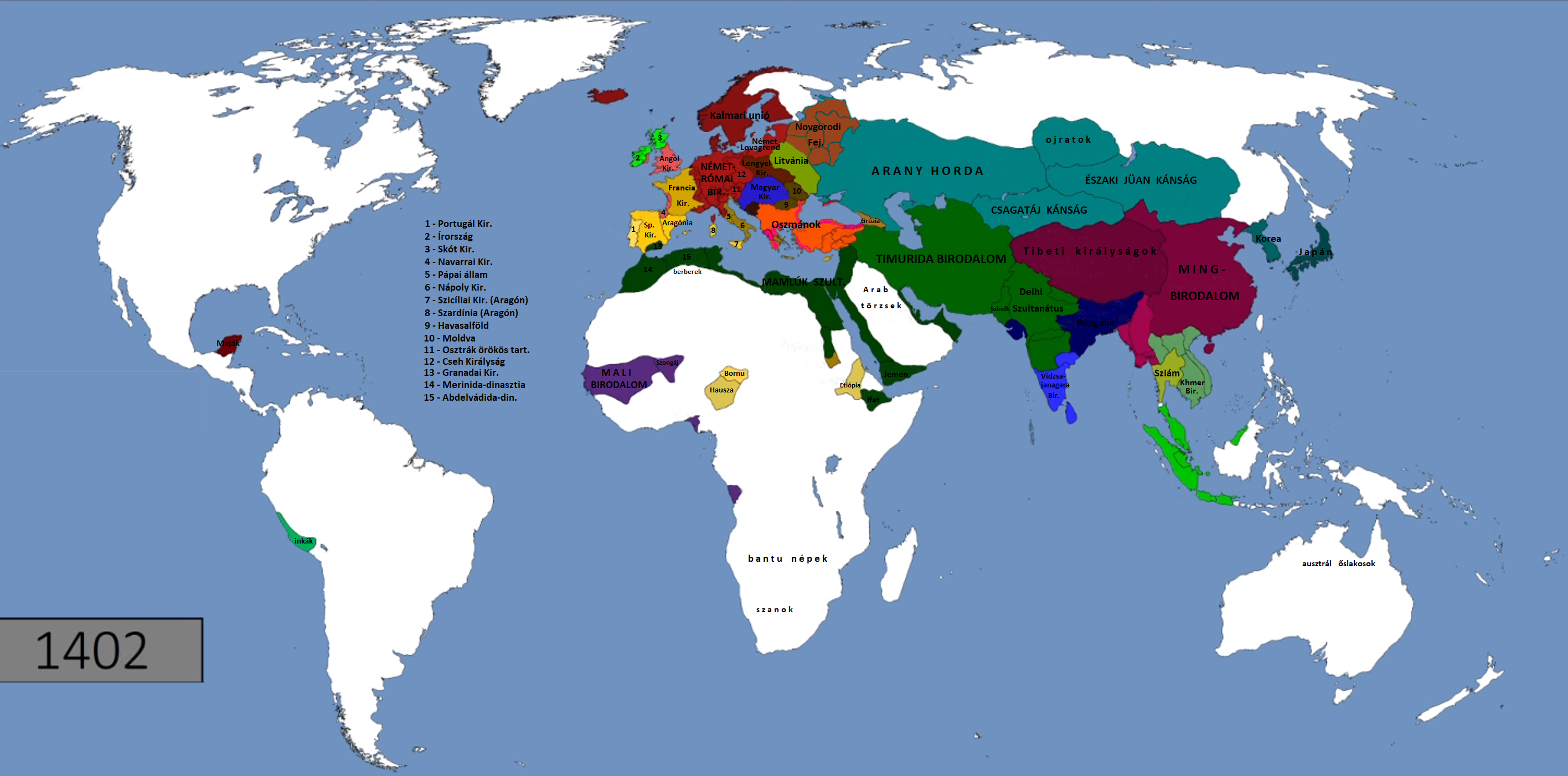
A világ jelentősebb birodalmai, királyságai 1402-ben

## Események

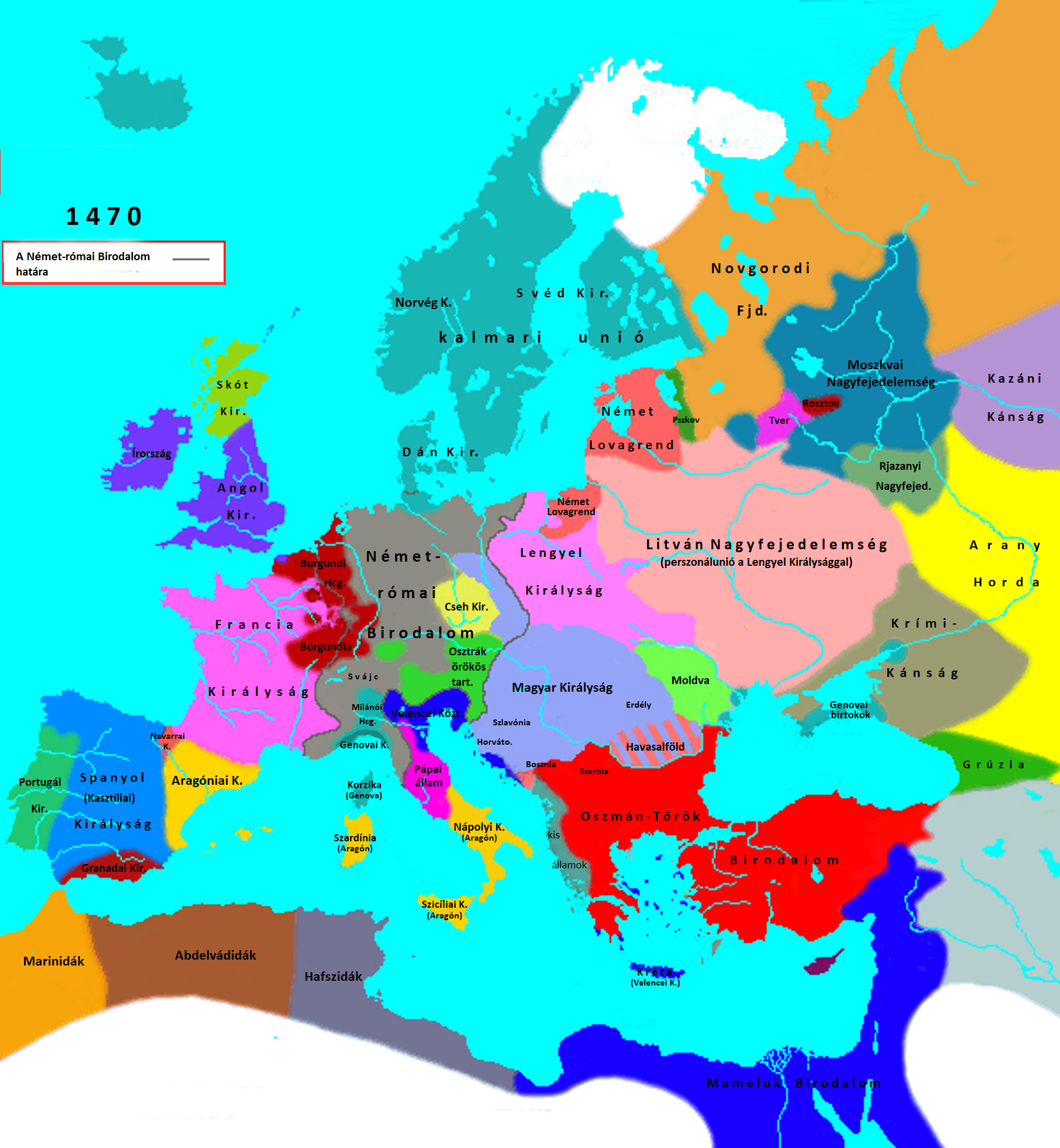
Európa és környéke 1470 körül

Itália 1494-ben

### Európa
- 1403: Husz János elkezdi tanai hirdetését Csehországban.
  - 1415: A konstanzi zsinaton Husz Jánost máglyán megégetik. Kivégzése után mozgalma politikai jelleget ölt.
  - 1419–1436: Huszita háborúk
- 1409: A Szicíliai Királyság egyesül Aragóniával
- 1410: grünwaldi csata, a Lengyel-Litván Unió egyesült erővel aratott győzelme a Német Lovagrend felett, és ezzel végzetes csapást mérnek a rend nagyhatalmi állására
- 1410: IV. Károly császár fiát, Zsigmond királyt a német-római birodalom uralkodójává választják
- 1414–1418: A konstanzi zsinat – melyen végig Zsigmond császár elnököl – véget vet az egyházszakadásnak. A pápaság megtépázott tekintéllyel kerül ki a válságból, a zsinati mozgalommal pedig még meg kell birkóznia.
- 1415: A portugálok elfoglalják a marokkói Ceutát és megvetik a lábukat az afrikai parton. Tengerész Henrik Sagresben navigációs iskolát alapít, amelyben az akkori Európa legjobb hajósai nevelkednek. A következő években megkezdődik a portugálok lassú előrenyomulása a nyugat-afrikai partok mentén.
- 1415:  V. Henrik angol király felújítja III. Eduárd igényét a francia trónra. Kezdetét veszi a százéves háború utolsó, harmadik szakasza.
  - 1415: Azincourt-i csata: V. Henrik és VI. Károly csapatai között
  - 1429: Jeanne d’Arc vezette francia sereg győz az angolok ellen. Döntő fordulat a százéves háborúban.
- 1442: Petrarca nyomán Leonardo Bruni történelemtudományi szempontból is meghatározza a középkor és az újkor közötti különbséget.
  - 1453: A franciák győzelmével véget ér a százéves háború
- 1448: az (1863-ig uralkodó) Oldenburg-ház trónra lépése a kalmari unió országaiban
- 1453: Hódításnak indul a tartós típusszedésre épülő könyvnyomtatás Johannes Gutenbergnek köszönhetően.
- 1454: Itáliai (Szent) Liga
- 1457: meghal V. László cseh és magyar király; utóda Csehországban Podjebrád György, Magyarországon Hunyadi Mátyás
- 1447 - 1492: IV. Kázmér lengyel király. Legyőzi a Német Lovagrendet és legidősebb fiának (→ II. Ulászló) 1471-ben megszerzi a cseh, 1490-ben a magyar trónt.
- 1455–1485: Rózsák háborúja, 30 éves polgárháború Angliában
- 1462: III. (Nagy) Iván moszkvai fejedelem uralkodásának kezdete
  - az oroszok kivívják a függetlenségüket a mongoloktól
- 1471–1484: IV. Szixtusz pápa. Felépítteti a Szixtus-kápolnát, fejleszti a Vatikáni Könyvtárat. A pápai nepotizmus bevett szokássá válik.
- 1478 A spanyol inkvizíció kezdete
- A Spanyol Királyság és a Portugál Királyság felemelkedése
  - 1479: Az Ibériai-félsziget két legnagyobb királysága egyesül. II. Ferdinánd, Aragónia uralkodója feleségül veszi I. Izabellát, Kasztília és León királynőjét.
  - 1492: Granada visszafoglalása a móroktól, ezzel felszámolják a mórok utolsó, pireneusi-félszigeti maradványát; a spanyolországi zsidók kiűzése
- 1493–1519: I. Miksa német-római császár, a Habsburg-ház európai hegemóniájának megalapozója
  - 1477-ben Merész Károly lányával kötött házassága révén (Burgundi Mária) a gazdag Németalföld ura
  - 1491-ben jogot szerez családjának a magyar és cseh trónra
- 1494: Tordesillasi szerződés - Spanyolország és Portugália között felosztják az Európán kívüli újonnan felfedezett területeket
- 1494: Megkezdődnek a spanyol és francia hatalom itáliai háborúi
- 1498: a portugál gyarmatbirodalom születése
- 1498: Firenzében felakasztják és megégetik Savonarolát, az előreformátorok egyikét

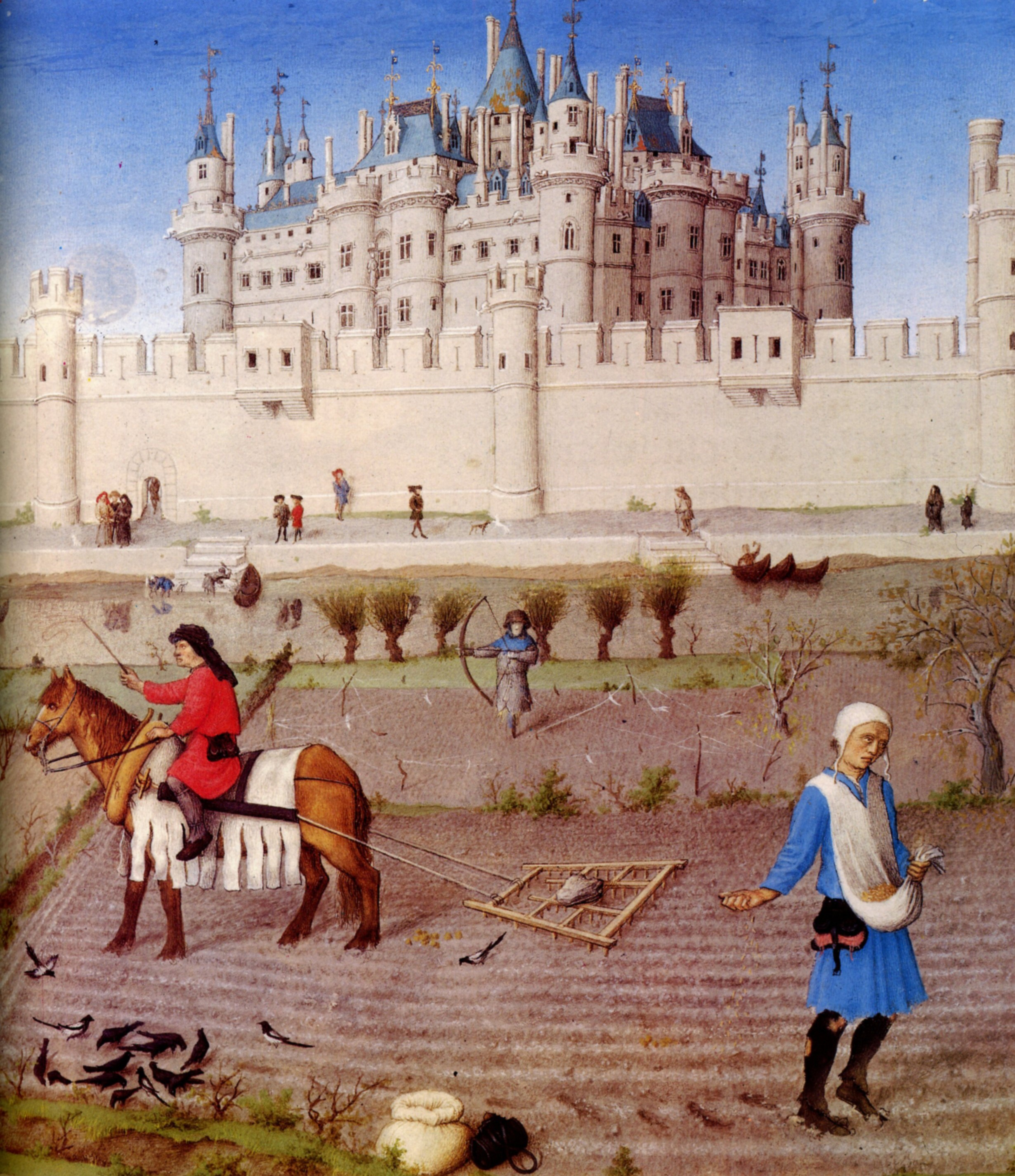
Parasztok munkában. Háttérben a Louvre-vár (Párizs) - a 15. sz. eleje

#### Kultúra, fejlődés
- 1440-es évek: Gutenberg feltalálja a könyvnyomtatást
  - 1493: Nürnbergi Krónika - a korai könyvnyomdászat egyik leghíresebb műve
- A század 2. felétől a középkori várak már nem nyújtanak elegendő védelmet a tüzérségi ostromok ellen
- Humanizmus a tudományokban Itáliában
- Reneszánsz művészet Itáliában
- Az európai főnemesség bevezeti a padlófűtést és a pártáncot

### Oszmán Birodalom

Oszmán miniatúra Nándorfehérvár (Belgrád) ostromáról (1456)

- 1402: I. Bajazid oszmán szultán Ankaránál Timur fogságába esik. Fiai között háború tör ki, az oszmán-törökök terjedése egy időre elakad.
- A Timur által átmenetileg meggyengített Oszmán Birodalom II. Murád szultán alatt (1421-1451) újból terjeszkedni kezd.
- 1443–1444: Hunyadi János és I. Ulászló által vezetett balkáni hosszú hadjárat
- 1444. nov.: Várnai csata - a keresztény szövetséges hadsereg vereséget szenved a törököktől
- II. (Hódító) Mehmed oszmán szultán (1451–1481)
  - 1450-es évek: A Balkán-félsziget oszmán-török uralom alá kerülése
  - Kasztrióta György albán fejedelem sikerrel küzd a török terjeszkedés ellen. Halála után Albánián a török és Velence osztozkodik.
  - 1453. május: Konstantinápoly eleste és a Bizánci Császárság vége.
  - 1456: A keresztények nándorfehérvári diadala
- 1459: a törökök elfoglalják Szendrőt, a szerb királyok egykori székhelyét. Szerbia függetlensége véget ér, ezután az ország a 19. század elejéig az Oszmán Birodalomhoz tartozik.
- 1463–1479: török–velencei háború: az Oszmán Birodalom első támadó háborúja a velencei gyarmatok felszámolására.
- 1471–1476: Moldvai–török háború

### Magyarság

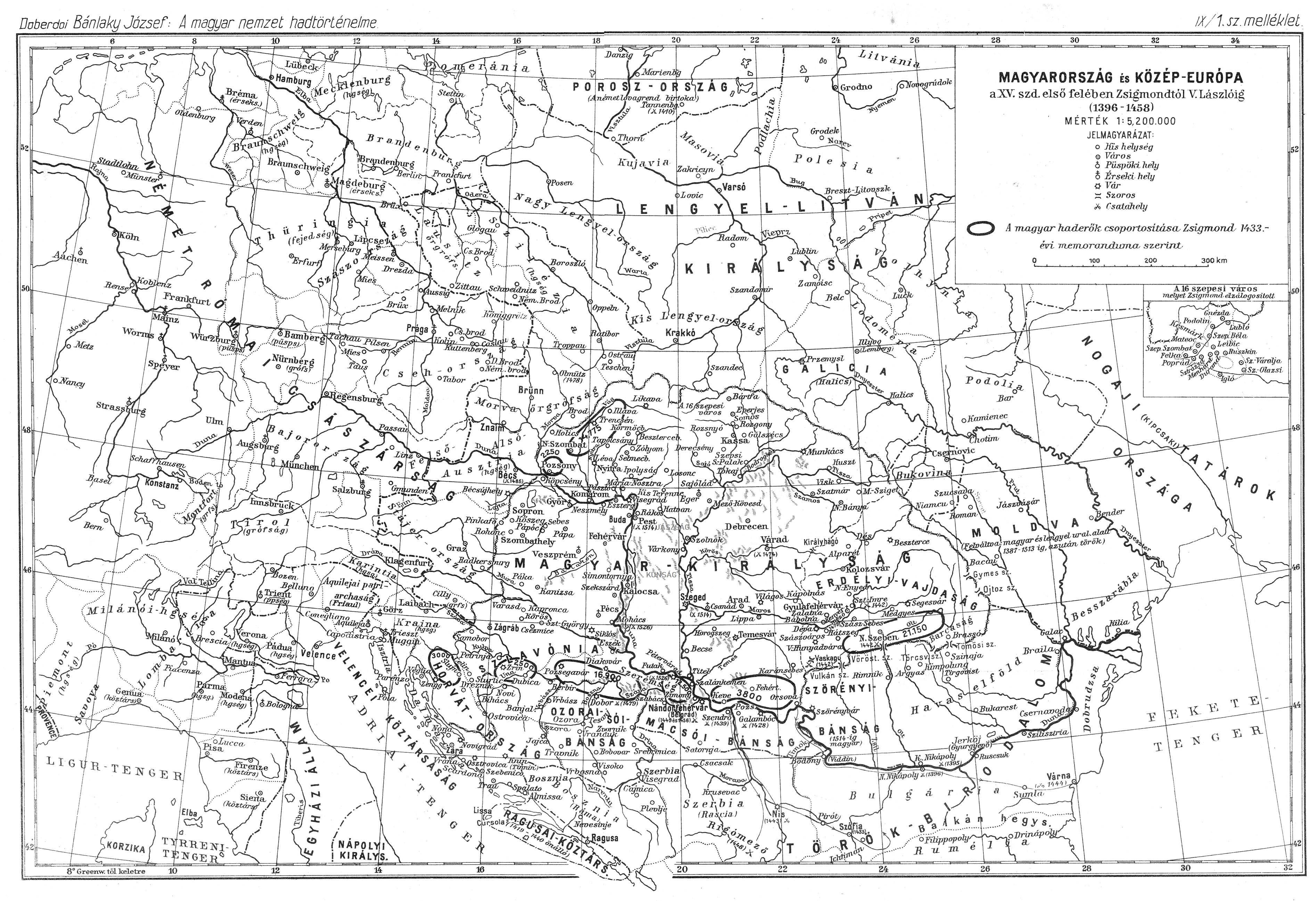
Magyarország és Közép-Európa a 15. sz. első felében

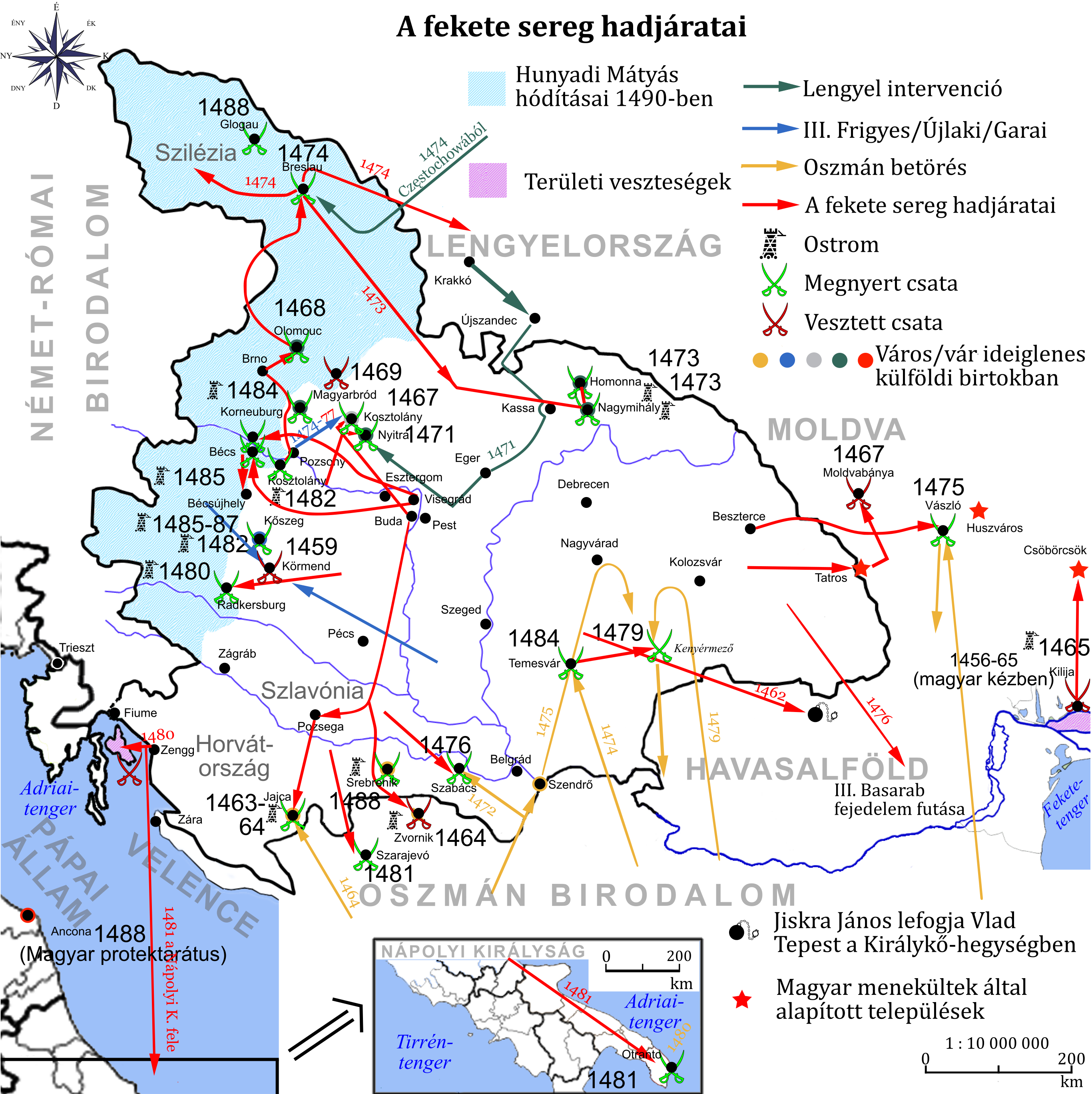
Mátyás király hódításai

- 1402: Luxemburgi Zsigmond örökösödési szerződést köt IV. Albert osztrák herceggel, melyben kölcsönösen elismerik egymás örökösödési jogát.
- 1437: Budai Nagy Antal vezette erdélyi parasztfelkelés, mely átterjed a Tiszántúlra is
- 1440: III. Ulászló lengyel fejedelem I. Ulászló néven lesz magyar király
  - 1444: A várnai csata. A király is elesik.
- 1445: V. László lesz a király
- 1448: Rigómezei csata (a mai Pristina közelében) - a Hunyadi János által vezetett keresztény hadak veresége a törököktől
- 1456: A keresztények nándorfehérvári győzelme fél évszázadra megállítja az oszmán-törökök közép-európai terjeszkedését
- Mátyás király uralkodása idején a középkori Magyar Királyság fénykora 
  - 1458: Hunyadi Mátyás királlyá választása
  - 1459 körül: A Fekete sereg létrehozása
  - 1463: A török elfoglalja egész Boszniát, mire Mátyás Péterváradon szövetséget köt Velencével. Beveszi Jajca várát és Bosznia nagy részét visszafoglalja a töröktől.
  - 1467: Mátyás király adóreformjáról tájékoztató, töredékesen fennmaradt törvénykönyv eltörli a kamara hasznát és a harmincadvámot, helyettük bevezeti a királyi kincstár adóját (tributum fisci regalis), illetve a koronavámot (vectigal corone). Magyarország több részén lázadás tör ki Mátyás adóreformja ellen.
  - 1467: Mátyás király hadjáratot indít III. (Nagy) István moldvai vajda ellen, mert IV. Kázmér lengyel királynak hűbéresküt tett és támogatta az erdélyi lázadást. Decemberben Mátyás serege Moldvabányán vereséget szenved a moldvai vajda seregétől, s a király maga is megsebesül.
  - 1468: Mátyás serege elfoglalja Csehország egy részét, közte Brünnt és Trebicset. A 10 évig tartó cseh háború kezdete.
  - 1479: A kenyérmezei csata a magyar sereg és a törökök portyázó serege között
  - 1485: A Mátyás király által ostromolt és kiéheztetett Bécs megadja magát.
  - 1490: Mátyás meghal Bécsben. Vége az erős magyar állam korának. II. Ulászló kerül a trónra.

#### Kultúra

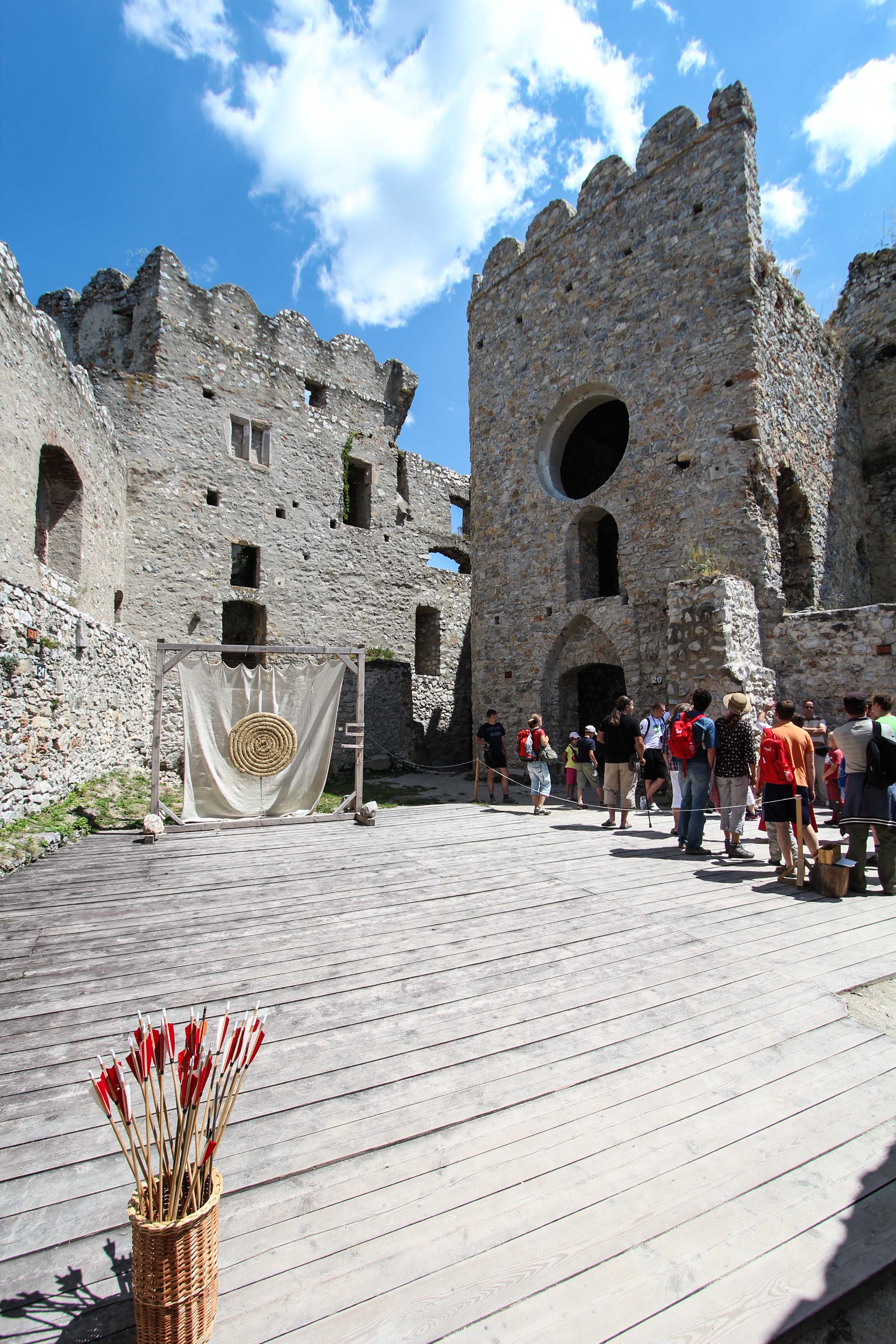
A beckói vár (ma Szlovákiában)

- 1422: Zsigmond király kiváltságlevelet ad a Magyarországra érkező cigányoknak
- Mátyás idején Buda Európa első reneszánsz központja Itálián kívül
- 1488: Brünnben kinyomtatják Thuróczi János munkáját, a Chronica Hungarorumot
- 1496: Bonfini humanista történetíró befejezi a magyarok történetének megírását

### Ázsia
- 1405: Timur Lenk halálával birodalma fejedelemségekre szakad, amelyekben leszármazottai uralkodnak (→ Timuridák)
- Koreában (Nagy) Szedzsong király (1397–1450). Kereskedelmi kapcsolatok Japánnal, a koreai nemzeti írás megteremtése.
- A Malakkai Szultánság (wd) megalapítása Hátsó-Indiában és Indonéziában, a malájok felveszik az iszlám vallást
- Délkelet-Ázsiában a Khmer Birodalom hanyatlása
- 1467–1477: Japánban az ún. ónin-háború során felbomlik az Asikaga-sógunátus által fenntartott központi hatalom
- 1498: Vasco da Gama eléri Indiát, kiköt Kalikutnál, és kereskedelmi telepet létesít
- 1500: a nomád üzbég törzsek megdöntik a Timuridák belső-ázsiai államát, elfoglalják Szamarkandot, és megtelepednek a mai Üzbegisztánban

### Afrika
- Tengerész Henrik Afrika nyugati partjait feltáró expedíciói elősegítik Portugália gyarmatosításait
- A kínai hajósok (Cseng Ho) felfedező útjai Kelet-Afrikába
- 1450 körül: A Szongai Birodalom fénykora a Nigertől északra
- 1488: Bartolomeu Dias megkerüli Afrikát

### Amerika

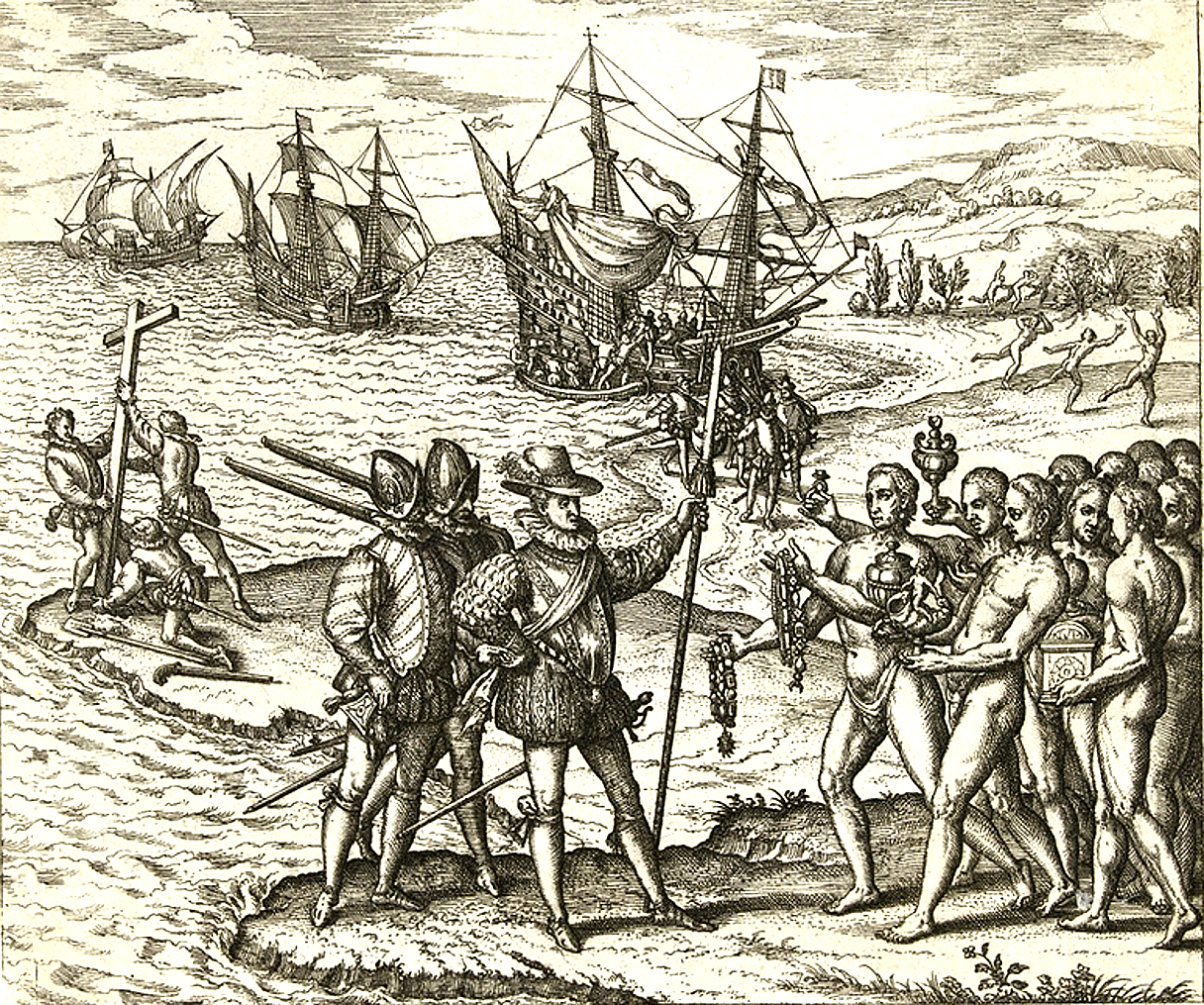
Kolumbusz partra száll Hispaniola szigetén

- Közép-Amerikában az Azték Birodalom, Dél-Amerikában az Inka Birodalom virágzása.
- 1438: A Cuzco környéki városállam vezető szerepre tesz szert, kezdetét veszi az Inka Birodalom terjeszkedése
- Az észak-amerikai pueblo-civilizáció pusztulása
- 1492: Kolumbusz megérkezik Amerikába
- 1497: John Cabot genovai hajós angol szolgálatban felfedezi Észak-Amerika partjait
- 1499: Amerigo Vespucci felfedezi Dél-Amerika északi partjait
- 1500: a portugál Cabral felfedezi Brazíliát, ahol 1534 után spanyol mintájú gyarmatosítás kezdődik

## Vallás

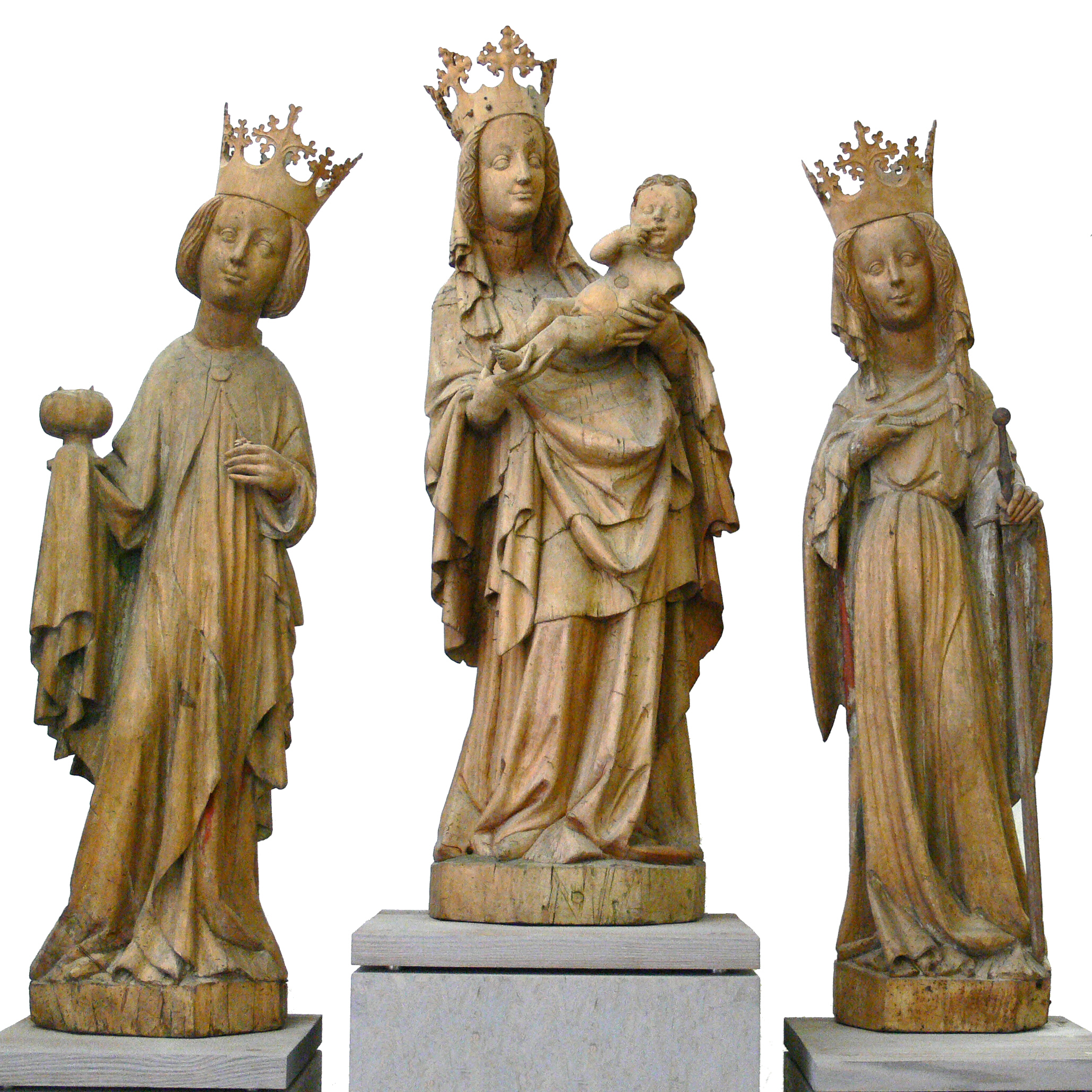
Szűz Mária királynői ábrázolása a kisdeddel és más katolikus szentekkel (a 15. sz. eleje)

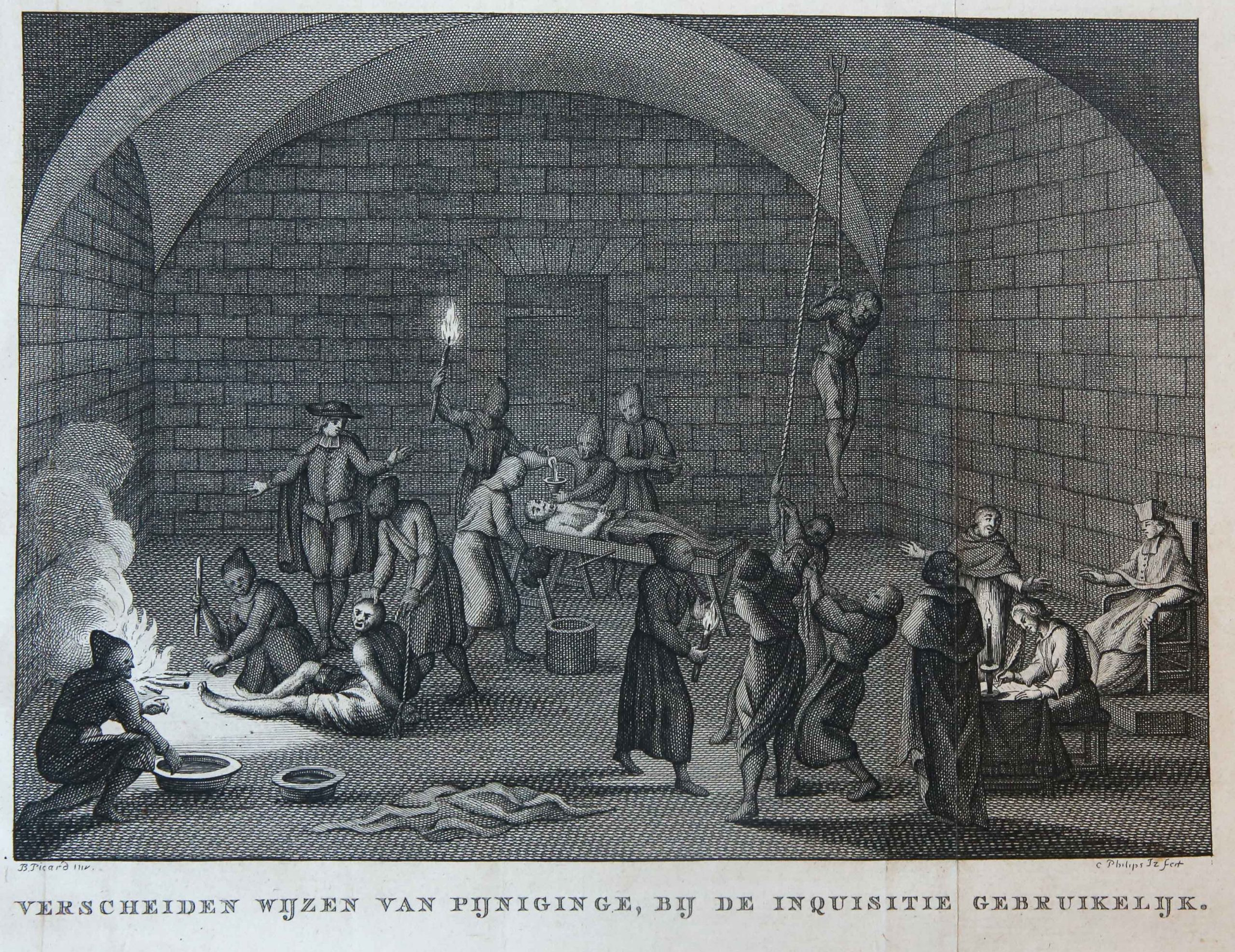
Az inkvizíció válogatott kínzásmódjai

## Híres személyek

### Magyarok
- Hunyadi János kormányzó és hadvezér
- Hunyadi Mátyás magyar király
- Janus Pannonius költő
- Kinizsi Pál hadvezér

### Európa és a Mediterráneum

#### Uralkodók, hadvezérek
- Lorenzo de’ Medici firenzei reneszánsz uralkodó
- V. Henrik angol király
- XI. Konstantin, az utolsó bizánci császár
- III. Vlad („Drakula”), havasalföldi román fejedelem
- II. Mohamed (Mehmed) oszmán-török szultán

#### Művészek
- Masaccio itáliai festő, a reneszánsz művészet úttörője
- Filippo Brunelleschi itáliai építész
- Donatello itáliai szobrász
- Hieronymus Bosch németalföldi festő
- Michelangelo Buonarroti itáliai festő, szobrász
- Sandro Botticelli itáliai festő
- François Villon francia költő

#### Felfedező
- Cristoforo Colombo (Kolumbusz) olasz felfedező
- Amerigo Vespucci olasz felfedező
- Vasco da Gama portugál felfedező

#### Egyéb
- Leonardo da Vinci itáliai művész, hadmérnök, feltaláló, tudós
- Jeanne d’Arc (Szent Johanna) francia nemzeti hős
- Husz János cseh vallási reformátor
- Girolamo Savonarola itáliai prédikátor
- Johannes Gutenberg német nyomdász
- Antonio Bonfini olasz humanista történetíró

### Távol-Kelet
- Cseng Ho kínai felfedező

## Évek és Évtizedek
Megjegyzés: A 15. század előtti és utáni évek dőlt betűvel írva.
| 1390-es évek | 1390 | 1391 | 1392 | 1393 | 1394 | 1395 | 1396 | 1397 | 1398 | 1399 |
| 1400-as évek | 1400 | 1401 | 1402 | 1403 | 1404 | 1405 | 1406 | 1407 | 1408 | 1409 |
| 1410-es évek | 1410 | 1411 | 1412 | 1413 | 1414 | 1415 | 1416 | 1417 | 1418 | 1419 |
| 1420-as évek | 1420 | 1421 | 1422 | 1423 | 1424 | 1425 | 1426 | 1427 | 1428 | 1429 |
| 1430-as évek | 1430 | 1431 | 1432 | 1433 | 1434 | 1435 | 1436 | 1437 | 1438 | 1439 |
| 1440-es évek | 1440 | 1441 | 1442 | 1443 | 1444 | 1445 | 1446 | 1447 | 1448 | 1449 |
| 1450-es évek | 1450 | 1451 | 1452 | 1453 | 1454 | 1455 | 1456 | 1457 | 1458 | 1459 |
| 1460-as évek | 1460 | 1461 | 1462 | 1463 | 1464 | 1465 | 1466 | 1467 | 1468 | 1469 |
| 1470-es évek | 1470 | 1471 | 1472 | 1473 | 1474 | 1475 | 1476 | 1477 | 1478 | 1479 |
| 1480-as évek | 1480 | 1481 | 1482 | 1483 | 1484 | 1485 | 1486 | 1487 | 1488 | 1489 |
| 1490-es évek | 1490 | 1491 | 1492 | 1493 | 1494 | 1495 | 1496 | 1497 | 1498 | 1499 |
| 1500-as évek | 1500 | 1501 | 1502 | 1503 | 1504 | 1505 | 1506 | 1507 | 1508 | 1509 |